# M (filme de 1951)
M (bra: M - O Maldito) é um filme noir estadunidense de 1951 dirigido por Joseph Losey. É um remake de um filme alemão de mesmo nome de 1931.  Ambas as versões foram produzidas por Seymour Nebenzal.

## Elenco
- David Wayne como Martin W. Harrow
- Howard Da Silva como Inspetor Carney
- Luther Adler como Dan Langley
- Martin Gabel como Charlie Marshall
- Steve Brodie como Tenente Becker
- Raymond Burr como Pottsy
- Glenn Anders como Riggert
- Karen Morley como Sra. Coster
- Norman Lloyd como Sutro
- John Miljan como vendedor cego de balões
- Walter Burke como MacMahan
- Roy Engel como chefe de polícia Regan
- Benny Burt como Jansen
- Leonard Bremen como Lembre
- Jim Backus como prefeito
- Janine Perreau como A última garotinha
- Frances Karath como Garotinha no corredor
- Robin Fletcher como Elsie Coster
- Bernard Szold como vigia do Edifício Bradbury
- Jorja Curtright como Sra. Stewart

## Recepção
Quando o filme foi lançado, a revista Variety escreveu: "David Wayne é eficaz e convincente no papel de assassino. Luther Adler, como um advogado membro de uma máfia de gângsteres, tem uma atuação notável, assim como Martin Gabel, o líder da gangue, e Howard da Silva e Steve Brodie como policiais... A direção de Joseph Losey capturou o tema horrível com habilidade".